# Jan Sanders van Hemessen

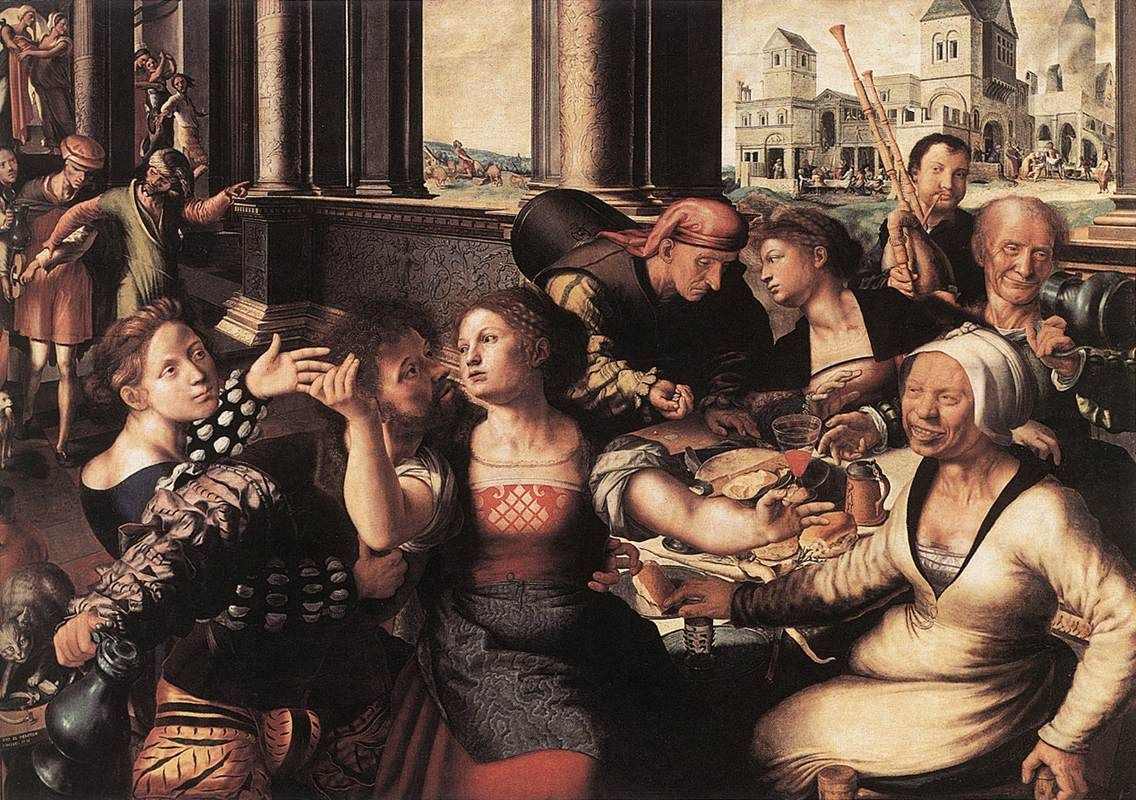
De Verloren Zoon in het bordeel, 1536, Koninklijke Musea voor Schone Kunsten van België, Brussel

Jan Sanders van Hemessen (Hemiksem, ca. 1500 – Antwerpen, 1575-1579)  was een Brabants kunstschilder. Hij was actief in Antwerpen tussen 1519 en 1555 en was in die periode, tussen Quinten Massijs en Pieter Bruegel de Oude, een van de belangrijkste schilders in Antwerpen.

## Levensloop
Ondanks het feit dat hij vermeld werd door Karel van Mander, Lodovico Guicciardini en Giorgio Vasari zijn er geen relevante biografische elementen over hem beschikbaar. Van Hemessen was een leerling van Hendrik van Cleve van 1519 tot 1520. In 1524 werd hij vrijmeester van het schildersgilde in Antwerpen en nam hij al een leerling in dienst. Op basis van stilistische elementen wordt aangenomen dat hij een tijd in Mechelen aan het hof werkte. De Italiaanse motieven in zijn vroege werk doen dan weer vermoeden dat hij een reis naar Italië ondernam. Volgens Karel van Mander zou hij in 1551 naar Haarlem verhuisd zijn omwille van zijn religieuze overtuiging, maar daar bestaat geen enkel bewijs voor, er zijn integendeel aanwijzingen dat hij in 1555 nog in Antwerpen verbleef.
Het eerste gesigneerde werk van hem dateert van 1525. Rond 1535 moet hij al een bloeiend atelier geleid hebben. Hij was dan ook al getrouwd met Barbara de Fevere, de dochter van een welstellend lakenkoopman. Het paar krijgt een eerste dochter Christina en in 1528 een tweede dochter Catharina  die ook als schilderes werkzaam zou zijn. Catharina en Christina kregen daarna nog twee broers Gielis en Hanse.
In 1535 geeft hij twee leerlingen op namelijk Machiel Huysmans en Jorgen de Nicole en in 1539 koopt hij een huis dat hij in 1541 inruilt voor een andere woning 'De Faisant'. In 1548 wordt hij verkozen tot deken van het Antwerpse Sint-Lucasgilde. Op 31 december 1550 verkoopt hij 'De Faisant', maar een document uit 1579 maakt melding van de wettiging van een onechte zoon Peter, dan 24 jaar oud, een kind uit een relatie van Jan Sanders met Betteken, het dienstmeisje. Als die gegevens correct zijn was de schilder in 1555 nog In Antwerpen aanwezig.

## Werk
Zoals Pieter Aertsen en Joachim Beuckelaer schilderde hij voornamelijk werken die geïnspireerd waren door het dagelijks leven. Analoog aan Marinus van Reymerswale heeft hij een voorliefde voor het afbeelden van voorbeelden van menselijke dwaasheid en ijdelheid. Ook als hij religieuze thema's schildert actualiseert hij het onderwerp en situeert het in de dagelijkse realiteit. Een mooi voorbeeld hiervan is De verloren zoon in de Koninklijke Musea voor Schone Kunsten van België te Brussel, waarin hij niet de berouwvolle terugkeer van de zondaar afbeeldt, maar een jonge man die zijn geld verkwist in een bordeel. 
Zijn werken zijn vrij monumentaal, met krachtige gespierde personen en  hevige bewegingen. Hij gebruikt intensieve, contrasterende kleuren die zijn werk iets energieks geven. Door zijn directheid en de plasticiteit van zijn beelden wordt hij beschouwd als een voorloper van Pieter Bruegel de Oude.
Van Jan Sanders van Hemessen zijn er twintig gedateerde en gesigneerde werken bekend waarvan het laatste dateert van 1556. Een van zijn belangrijkste opdrachten in 1536-1537 was van Andriaen Rockox voor een triptiek met het Laatste Oordeel, te plaatsen in de familiekapel  in de Sint-Jacobskerk in Antwerpen.

## Gesigneerde werken
Hieronder vindt men een (onvolledige) lijst van de gesigneerde en gedateerde werken.
- Susanna door de ouderlingen belaagd (Daniël 13:1-63), 1543, privécollectie
- Jacob ontsteelt Esau Isaaks vaderlijke zegen (Genesis 27:27-32), 1551, Zweden, Kerk van Österby.
- De roeping van Matteüs, 1536, Alte Pinakothek, München
- Christus en de overspelige vrouw, 1525, kunsthandel
- Losbandig gezelschap in een bordeel, 1543, Hartford (Connecticut), The Wadsworth Atheneum
- Portret van een 37-jarige man, 1543, privécollectie
- De Verloren Zoon in het bordeel, 1536, Koninklijke Musea voor Schone Kunsten van België, Brussel
- Maria met kind in een landschap, 1543, Prado, Madrid
- Ecce Homo, 1544, Alte Pinakothek, München
- Triptiek van het Laatste Oordeel, ca. 1536-1537, Sint-Jacobskerk, Antwerpen
  - Portret van Adriaen Rockox met zijn zonen en de H. Adrianus (links binnenzijde);
  - Portret van Catharina van Overhoff met haar dochters en de H. Catharina (rechts binnenzijde)
  - God de Vader, Christus met het kruis, de HH. Petrus en Paulus (links buitenzijde);
  - Maria en de H. Margaretha (rechts buitenzijde),
- Maria met kind, 1544, Nationalmuseum, Stockholm
- De boetvaardige H. Hieronymus in de wildernis, 1531, Museu Nacional de Arte Antiga, Lissabon
- De H. Hieronymus biddend, 1534, Galerie Sankt Lucas, Wenen
- De boetvaardige H. Hieronymus in de wildernis, 1548, kunsthandel (2005-07-07)
- De H. Hieronymus, 1557, privécollectie
- Wenende vrouw met krans van kersen in het haar geflankeerd door een oude en een jonge man (Het te bedde brengen van de bruid), 1540,  kunsthandel (1982-04-07)
- IJdelheid, 1535-1540, Palais des Beaux-Arts, Lille
- Aanbidding der wijzen, 1534, Verenigd Koninkrijk, Royal Collection
- Heilige Familie, 1541, Alte Pinakothek, Mûnchen
- Tobias geneest zijn blinde vader, 1555, Musée du Louvre, Parijs
- Christus verjaagt de kooplieden uit de tempel, 1556, Museum voor Schone Kunsten, Nancy

## Galerij

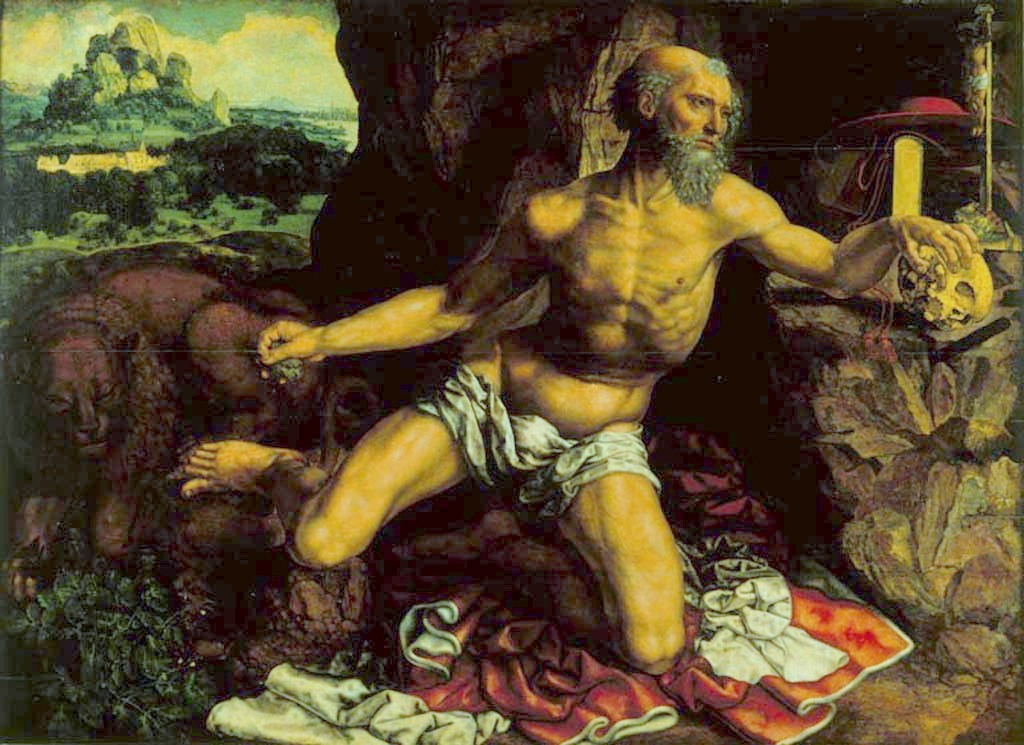
De boetvaardige H. Hieronymus in de wildernis, 1531, Lissabon, Museu Nacional de Arte Antiga, Lissabon
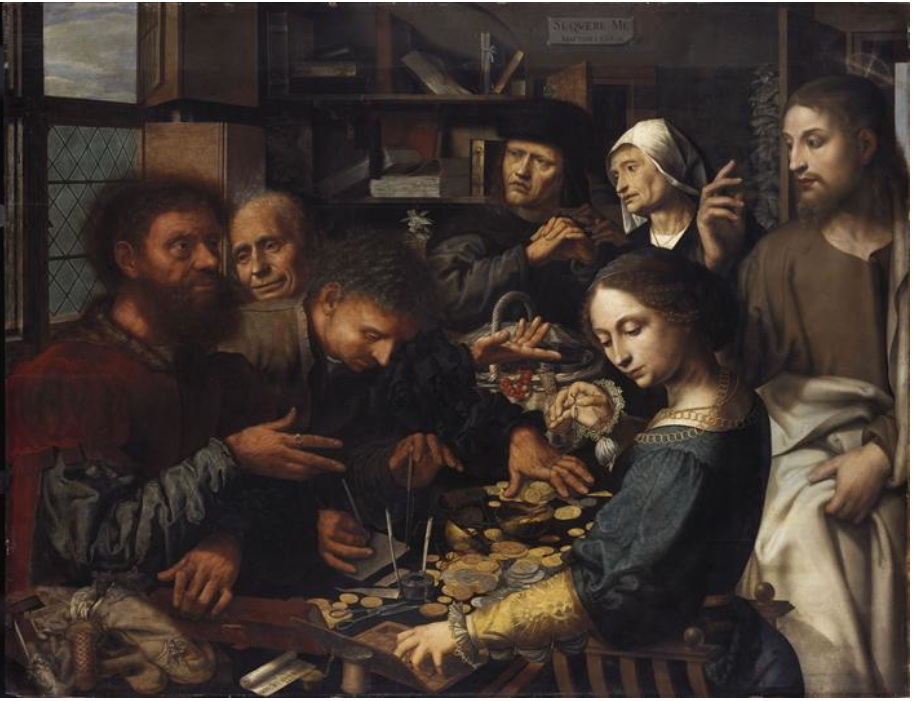
De roeping van Matteüs, 1536, Alte Pinakothek, München
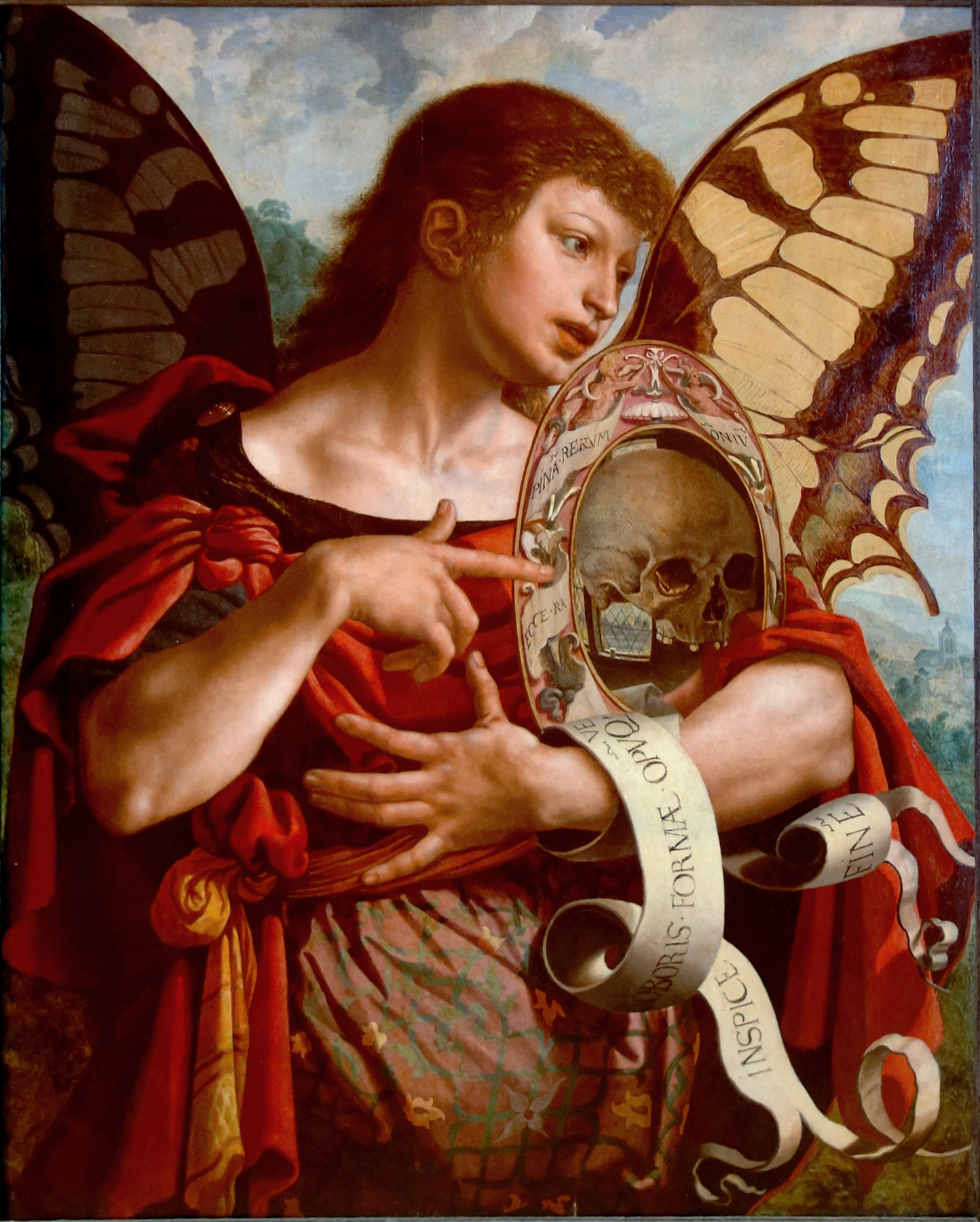
IJdelheid, 1535-1540, Palais des Beaux-Arts, Lille
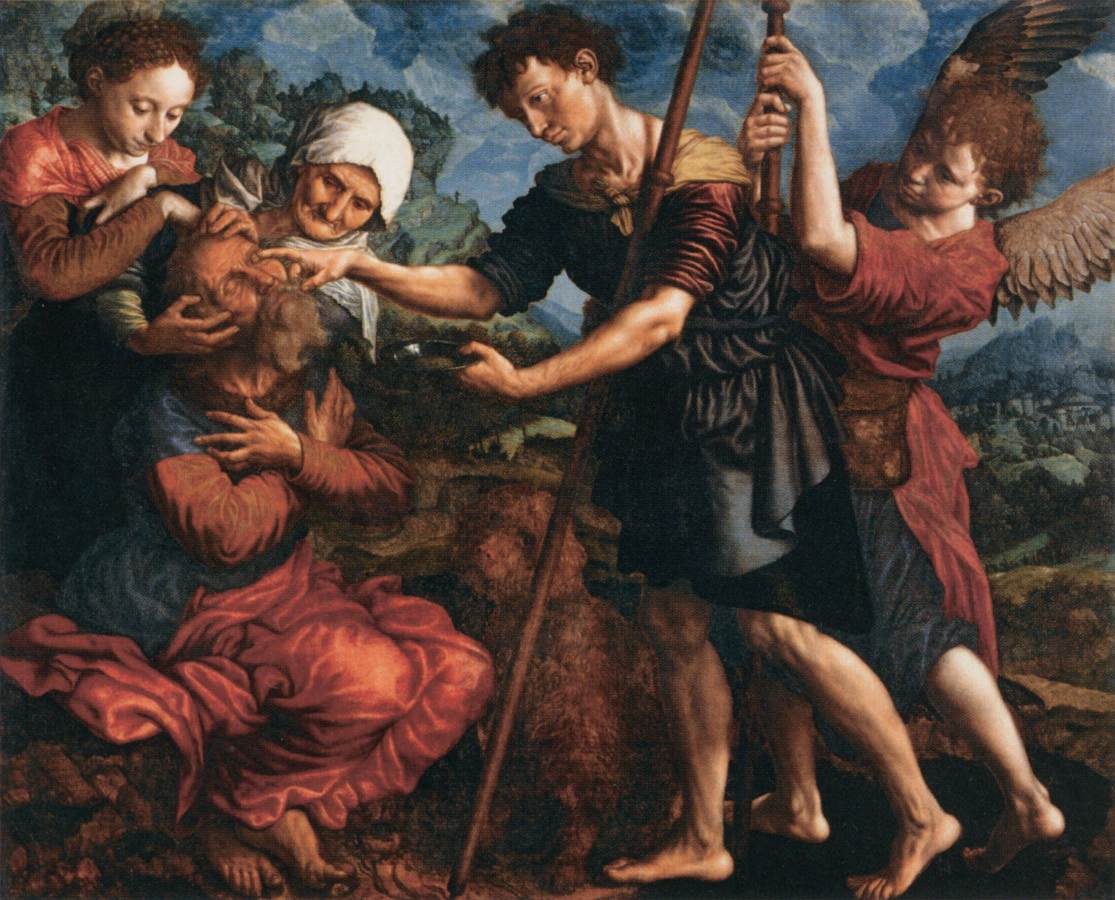
Tobias geneest zijn blinde vader, 1555, Musée du Louvre, Parijs